# Isia Basset
Pour les articles homonymes, voir Basset.
Isia Basset, née le 20 septembre 1993, est une orienteuse française.

## Carrière
Elle remporte la médaille de bronze de moyenne distance aux Championnats du monde de course d'orientation 2018 en Lettonie ; il s'agit de la première médaille féminine française dans des championnats du monde. La même année, elle finit 2e de la course longue distance aux Championnats de France de course d'orientation.
Elle remporte la médaille de bronze en relais aux Jeux mondiaux militaires de 2019 à Wuhan.